# Инверторный кондиционер
Инверторный кондиционер (кондиционер инверторного типа) — кондиционер, электродвигатель компрессора которого изменяет частоту вращения и регулирует мощность с помощью инвертора.
Первый инверторный кондиционер разработан компанией Toshiba в сентябре 1981 года в Японии. Инверторная технология используется у производителей климатического оборудования наравне с неинверторными кондиционерами.

### Принцип работы инверторного кондиционера
Инверторный кондиционер работает по похожему принципу как и обычный кондиционер, но с небольшим отличием. Он постоянно измеряет температуру окружающей среды, как в помещении, так и на улице. При этом он понимает, сколько мощности необходимо подать на компрессор, чтобы достигнуть заданной температуры в помещении. Также, при достижении необходимой температуры, инверторный кондиционер не выключает компрессор, а переводит его в режим пониженной мощности, т.е. поддерживает режим циркуляции, для сглаживания колебания температуры внутри помещения. Благодаря этому, инверторные кондиционеры потребляют меньше электроэнергии и более комфортно поддерживают климат в помещении.

### Преимущества
- Экономия энергии. Инверторное регулирование компрессора обеспечивает до 30% экономии электроэнергии[15].
- Уменьшенная скорость износа из-за непрерывности подачи масла[16].
- Потенциальная возможность более точного поддержания заданной температуры за счёт плавного управления скоростью вращения двигателя компрессора[16].